# Orgia

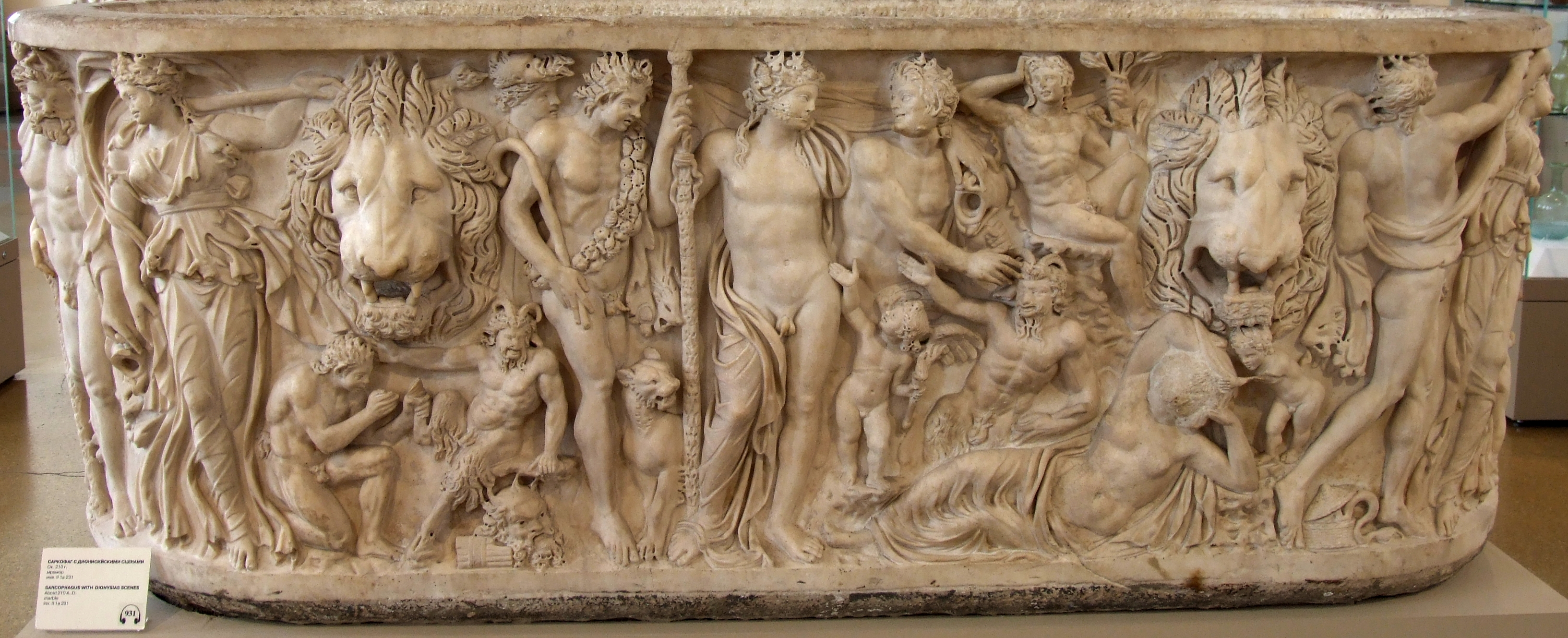
Cena dionisíaca em um sarcófago do século III

Na antiga religião grega, uma orgia (em grego clássico: ὄργιον, orgion, mais usado no plural orgia) foi uma forma de adoração extática característica de algumas religiões de mistérios. O orgion é, em particular, uma cerimônia de culto a Dioniso (ou Zagreu), amplamente celebrada na Arcádia, apresentando danças mascaradas "desenfreadas" à luz de tochas e sacrifícios de animais por meio de cortes aleatórios que evocavam a própria dilaceração e sofrimento do deus nas mãos dos Titãs. Diz-se que a orgia que explicava o papel dos Titãs no desmembramento de Dioniso foi composta por Onomácrito. A arte e a literatura gregas, bem como alguns textos patrísticos, indicam que a orgia envolvia o manuseio de cobras.

## História
A orgia pode ter sido manifestações anteriores de culto do que os mistérios formais, como sugerido pelos ritos violentamente extáticos descritos no mito como celebrados por Átis em honra a Cibele e refletidos na autocastração voluntária de seus sacerdotes, os Galli, no período histórico. A orgia tanto da adoração dionisíaca quanto do culto a Cibele visam quebrar barreiras entre os celebrantes e a divindade por meio de um estado de exaltação mística:
| “ | A orgia dionisíaca permitiu que a bacante emergisse do "ego" para se unir ao deus na exaltação extática da omofagia, dança e vinho. … Esse tipo de misticismo corporal e liberação psicossomática teve apenas efeitos temporários a cada vez — o período do ekstasis. | ” |

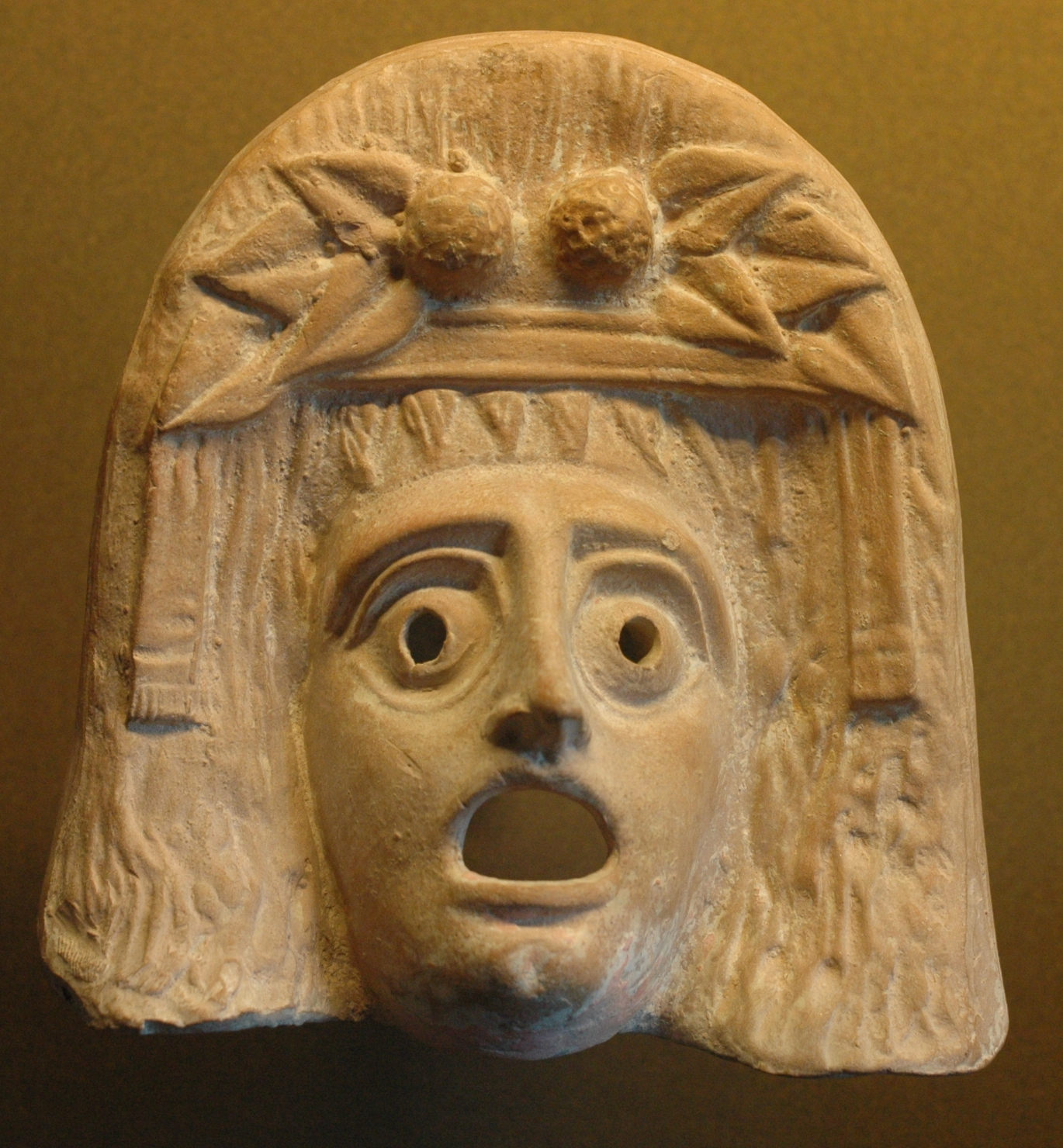
Máscara dionisíaca

Os iniciados das orgias órficas e báquicas praticavam costumes funerários distintos (ver Totenpass) que expressavam suas crenças na vida após a morte; por exemplo, era proibido aos mortos usar lã.
Os membros de um grupo devotado à realização de orgias são chamados de orgeônes, cujas atividades eram regulamentadas por lei. O culto da deusa trácia Bendis foi organizado em Atenas por seus orgeônes já no período arcaico.
A participação de mulheres em orgias, que em algumas manifestações era exclusiva para mulheres, às vezes levava a especulações obscenas e tentativas de suprimir os ritos. Em 186 a.C., o senado romano tentou banir a religião dionisíaca como subversiva tanto moral quanto politicamente.
Isidoro de Sevilha diz que o equivalente latino de orgia era caerimoniae (em português "cerimônias"), os ritos arcanos da antiga religião romana preservados pelos vários colégios sacerdotais.